# Drum național 1G
Der Drum național 1G (rumänisch für „Nationalstraße 1G“, kurz DN1G) ist eine Hauptstraße in Rumänien. 

## Verlauf
Die Straße beginnt in Verlängerung des von Süden kommenden Drum național 1R in  Huedin (ungarisch Bánffyhunyad) am Drum național 1 (Europastraße 60) rund 50 km westlich von Cluj-Napoca (Klausenburg) und verläuft in nordöstlicher Richtung über Zimbor, wo sie auf den Drum național 1F (Europastraße 81) trifft und gemeinsam mit diesem bis Sânmihaiu Almașului geführt ist, und weiter durch das Tal des Almaș bis zu dessen Mündung in den Someș rund 4 km bei dem Dorf Tihău südöstlich von Jibou. Dort endet sie am Drum național 1H, der nach Westen zur Kreishauptstadt Zalău und nach Osten zum Drum național 1C führt.
Die Länge der Straße beträgt rund 54 km.